# Arquidiócesis de Nueva Orleans
La arquidiócesis de Nueva Orleans (en latín: Archidioecesis Novae Aureliae y en inglés: Roman Catholic Archdiocese of New Orleans) es una circunscripción eclesiástica de la Iglesia católica en Estados Unidos. Se trata de una arquidiócesis latina, sede metropolitana de la provincia eclesiástica de Nueva Orleans. Desde el 12 de junio de 2009 su arzobispo es Gregory Michael Aymond.

## Territorio y organización

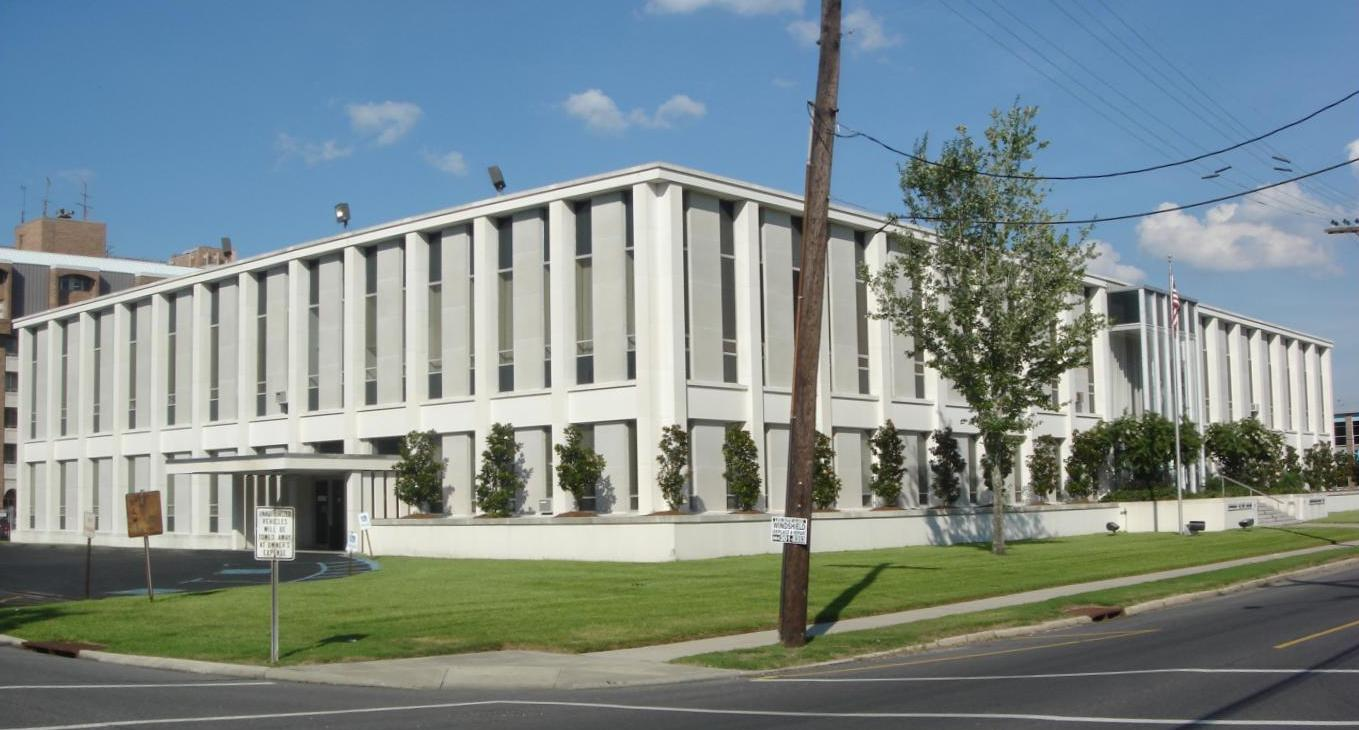
Centro pastoral de la arquidiócesis

La arquidiócesis tiene 10 899 km² y extiende su jurisdicción sobre los fieles católicos de rito latino residentes en 8 parroquias civiles del estado de Luisiana: Jefferson, Orleans, Plaquemines, St. Bernard, St. Charles, St. John the Baptist, St. Tammany y Washington.

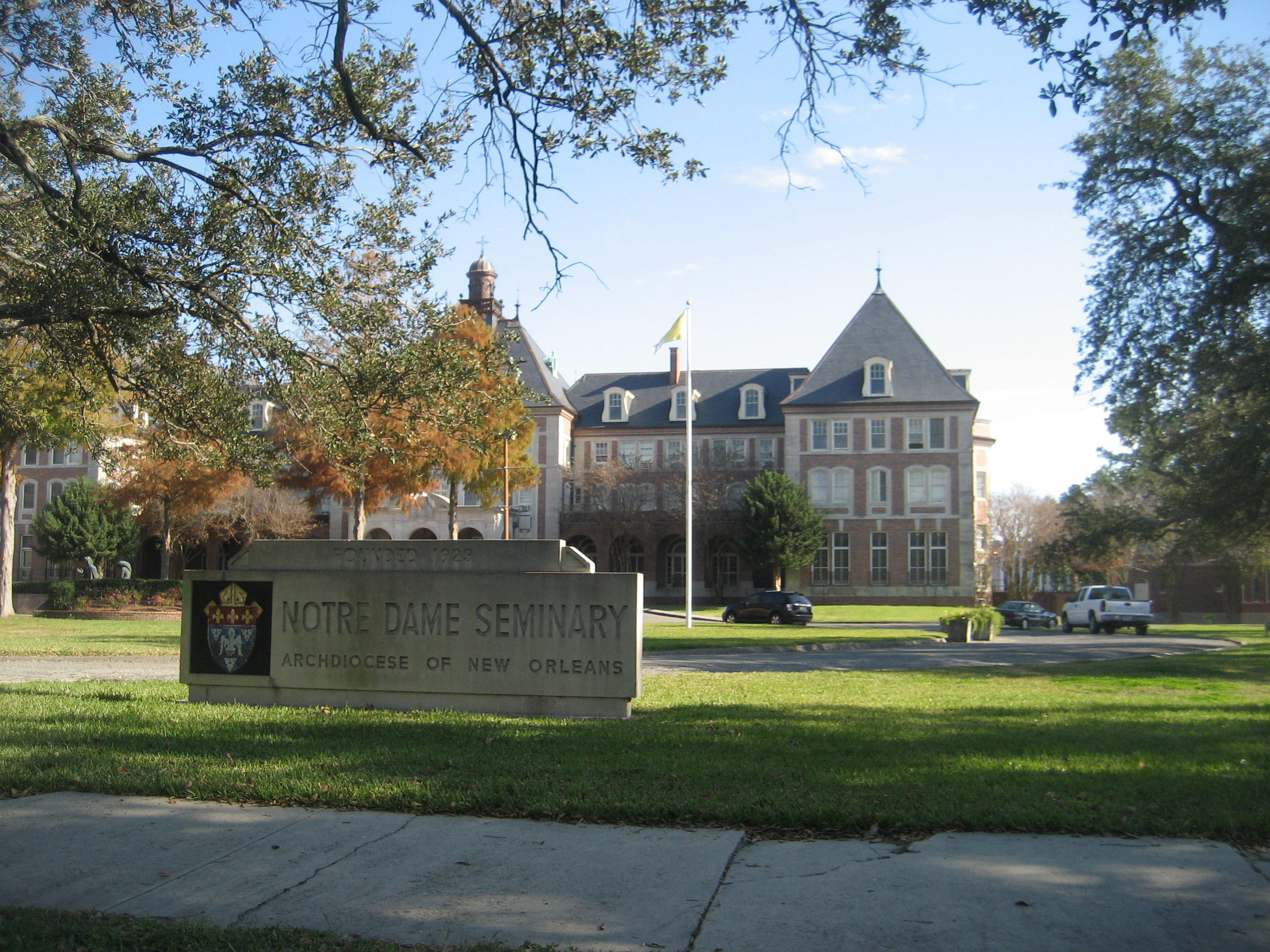
Seminario Notre-Dame

La sede de la arquidiócesis se encuentra en la ciudad de Nueva Orleans, en donde se halla la Catedral basílica de San Luis Rey de Francia y dos santuarios nacionales: el de San Francisco Javier Seelos y el de Nuestra Señora del Buen Socorro. En Metairie se encuentra el santuario de Santa Ana.
La arquidiócesis tiene como sufragáneas a las diócesis de: Alexandria, Baton Rouge, Houma-Thibodaux, Lafayette en Luisiana, Lake Charles y Shreveport.
En 2021 en la arquidiócesis existían 76 parroquias. 

## Historia
La diócesis de Luisiana y las dos Floridas fue erigida el 25 de abril de 1793 con el breve Cum eximius eques del papa Pío VI, obteniendo el territorio de la diócesis de San Cristóbal de La Habana (hoy arquidiócesis de San Cristóbal de La Habana), y se convirtió en sufragánea de la arquidiócesis de Santo Domingo. La diócesis, en principio, comprendía un vasto territorio y se extendía por los territorios de los actuales estados de Luisiana, Misisipi, Alabama, Florida, Kansas, Arkansas, Misuri, Texas y gran parte de Illinois.
A principios del siglo XIX, la diócesis vivió un largo período de vacancia y al mismo tiempo pasó de la jurisdicción española a la de los Estados Unidos. Probablemente en este período la diócesis pasó a estar inmediatamente sujeta a la Santa Sede. En 1815 se nombró un nuevo obispo en la persona del misionero francés Louis-Guillaume-Valentin Dubourg, natural de Haití, quien instaló su sede en San Luis en la Alta Luisiana (actual Misuri).
Entre las décadas de 1820 y 1830, la diócesis, conocida en las fuentes como la diócesis de Nueva Orleans, cedió partes de su territorio para la erección de nuevos distritos eclesiásticos: 
- el 26 de agosto de 1825 para la erección del vicariato apostólico de Alabama y Florida (hoy arquidiócesis de Mobile);
- el 18 de julio de 1826 para la erección de la diócesis de San Luis (hoy arquidiócesis de San Luis) mediante el breve Inter multiplices del papa León XII;[4]
- el 28 de julio de 1837 para la erección de la diócesis de Natchez (hoy diócesis de Jackson) mediante el breve Universi Dominici Gregis del papa Gregorio XVI;[5]

El 19 de julio de 1850 con la bula Ad supremum Apostolicae Sedis del papa Pío IX fue elevada al rango de arquidiócesis metropolitana. La provincia eclesiástica temprana de Nueva Orleans incluía la diócesis de Little Rock, Arkansas, las diócesis de Galveston, Texas y Mobile, Alabama, ambas hoy arquidiócesis, y la diócesis de Natchez, Misisipi, hoy diócesis de Jackson.
Posteriormente cedió otras porciones de su territorio en varias ocasiones para la erección de nuevas diócesis: 
- la diócesis de Natchitoches (hoy diócesis de Alexandria) el 29 de julio de 1853 mediante el breve Quum illud del papa Pío IX;[7]
- la diócesis de Lafayette en Luisiana el 11 de enero de 1918 mediante la bula A multis iam annis del papa Benedicto XV;[8]
- la diócesis de Baton Rouge el 22 de julio de 1961 mediante la bula Peramplum Novae Aureliae del papa Juan XXIII;[9]
- la diócesis de Houma-Thibodaux el 2 de marzo de 1977 mediante la bula Quandoquidem del papa Pablo VI.[10]

La arquidiócesis estuvo involucrada en una demanda por abuso físico y sexual de menores residentes de Madonna Manor y Hope Haven por parte de sacerdotes, religiosos y laicos que trabajaban para la arquidiócesis que comenzó varias décadas antes; en octubre de 2009, la arquidiócesis acordó resolver el caso pagando a las víctimas más de $5 millones de dólares.
El 1 de mayo de 2020 se anunció que la arquidiócesis de Nueva Orleans se acogía a la situación de bancarrota. Se adujeron como causas el elevado costo derivado de los litigios por los casos de abuso sexual cometidos por sacerdotes y las consecuencias económicas imprevistas de la pandemia de COVID-19. La arquidiócesis, con un presupuesto de 45 millones de dólares, debía 38 millones de dólares en pagarés a acreedores y, además, afrontaba docenas de demandas por abusos sexuales a menores, debido a lo cual había dotado unas provisiones de 8,5 millones para afrontar pagos por este concepto.

## Estadísticas
Según el Anuario Pontificio 2022 la arquidiócesis tenía a fines de 2021 un total de 518 251 fieles bautizados.
| Año                                                                             | Población            | Población | Población      | Sacerdotes | Sacerdotes    | Sacerdotes    | Bautizados por sacerdote | Diáconos permanentes | Religiosos | Religiosos | Parroquias |
| Año                                                                             | Bautizados católicos | Total     | % de católicos | Total      | Clero secular | Clero regular | Bautizados por sacerdote | Diáconos permanentes | Varones    | Mujeres    | Parroquias |
| ------------------------------------------------------------------------------- | -------------------- | --------- | -------------- | ---------- | ------------- | ------------- | ------------------------ | -------------------- | ---------- | ---------- | ---------- |
| 1949                                                                            | 456 100              | 1 039 576 | 43.9           | 457        | 186           | 271           | 998                      |                      | 367        | 1658       | 159        |
| 1966                                                                            | 603 000              | 1 281 700 | 47.0           | 553        | 207           | 346           | 1090                     |                      | 521        | 2057       | 154        |
| 1970                                                                            | 636 242              | 1 380 400 | 46.1           | 582        | 230           | 352           | 1093                     |                      | 602        | 1706       | 153        |
| 1976                                                                            | 663 012              | 1 370 980 | 48.4           | 619        | 275           | 344           | 1071                     | 19                   | 575        | 1217       | 165        |
| 1980                                                                            | 529 706              | 1 263 200 | 41.9           | 531        | 241           | 290           | 997                      | 40                   | 539        | 1258       | 134        |
| 1990                                                                            | 542 849              | 1 380 200 | 39.3           | 531        | 237           | 294           | 1022                     | 150                  | 515        | 1084       | 146        |
| 1999                                                                            | 482 373              | 1 332 771 | 36.2           | 431        | 229           | 202           | 1119                     | 186                  | 129        | 831        | 146        |
| 2000                                                                            | 468 798              | 1 333 285 | 35.2           | 411        | 220           | 191           | 1140                     | 196                  | 341        | 866        | 146        |
| 2001                                                                            | 489 652              | 1 331 561 | 36.8           | 406        | 220           | 186           | 1206                     | 193                  | 333        | 824        | 146        |
| 2002                                                                            | 488 004              | 1 360 436 | 35.9           | 397        | 218           | 179           | 1229                     | 211                  | 320        | 800        | 142        |
| 2003                                                                            | 488 584              | 1 355 542 | 36.0           | 406        | 218           | 188           | 1203                     | 203                  | 316        | 765        | 142        |
| 2004                                                                            | 488 004              | 1 359 136 | 35.9           | ?          | 195           | ?             | ?                        | 190                  | 331        | 739        | 142        |
| 2009                                                                            | 387 101              | 1 075 283 | 36.0           | 358        | 195           | 163           | 1081                     | 192                  | 237        | 458        | 108        |
| 2013                                                                            | 520 056              | 1 238 228 | 42.0           | 352        | 197           | 155           | 1477                     | 211                  | 240        | 424        | 107        |
| 2016                                                                            | 510 599              | 1 276 497 | 40.0           | 329        | 198           | 131           | 1551                     | 221                  | 198        | 404        | 110        |
| 2019                                                                            | 520 411              | 1 301 028 | 40.0           | 333        | 209           | 124           | 1562                     | 236                  | 183        | 362        | 111        |
| 2021                                                                            | 518 251              | 1 295 628 | 40.0           | 291        | 189           | 102           | 1780                     | 212                  | 160        | 365        | 111        |
| Fuente: Catholic-Hierarchy, que a su vez toma los datos del Anuario Pontificio. |                      |           |                |            |               |               |                          |                      |            |            |            |

## Episcopologio
- Luis Ignatius Peñalver y Cárdenas † (12 de septiembre de 1794-20 de julio de 1801 nombrado arzobispo de Santiago de Guatemala)
- Francisco Porró y Reinado † (20 de julio de 1801-17 de enero de 1803 nombrado obispo de Tarazona)
  - Sede vacante (1803-1815)
  - Louis-Guillaume-Valentin Dubourg, P.S.S. † (18 de agosto de 1812-18 de septiembre de 1815 nombrado obispo) (administrador apostólico)
- Louis-Guillaume-Valentin Dubourg, P.S.S. † (18 de septiembre de 1815-1 de febrero de 1825 renunció)
  - Giuseppe Rosati, C.M. † (18 de julio de 1826-4 de agosto de 1829) (administrador apostólico)
- Leo Raymond De Neckère, C.M. † (4 de agosto de 1829-5 de septiembre de 1833 falleció)[nota 3]
- Antoine Blanc † (19 de junio de 1835-20 de junio de 1860 falleció)
- Jean Marie (John Mary) Odin, C.M. † (15 de febrero de 1861-25 de mayo de 1870 falleció)
- Napoleon Joseph Perché † (25 de mayo de 1870 por sucesión-27 de diciembre de 1883 falleció)
- Francis Xavier Leray † (28 de diciembre de 1883 por sucesión-23 de septiembre de 1887 falleció)
- Francis August Anthony Joseph Janssens † (7 de agosto de 1888-9 de junio de 1897 falleció)
- Placide Louis Chapelle † (1 de diciembre de 1897-9 de agosto de 1905 falleció)
- James Herbert Blenk, S.M. † (20 de abril de 1906-20 de abril de 1917 falleció)
- John William Shaw † (25 de enero de 1918-2 de noviembre de 1934 falleció)
- Joseph Francis Rummel † (9 de marzo de 1935-8 de noviembre de 1964 falleció)
- John Patrick Cody † (8 de noviembre de 1964 por sucesión-14 de junio de 1965 nombrado arzobispo de Chicago)
- Philip Matthew Hannan  † (29 de septiembre de 1965-6 de diciembre de 1988 retirado)
- Francis Bible Schulte † (6 de diciembre de 1988-3 de enero de 2002 retirado)
- Alfred Clifton Hughes (3 de enero de 2002 por sucesión-12 de junio de 2009 retirado)
- Gregory Michael Aymond, desde el 12 de junio de 2009